# Sofortangebot
Das Sofortangebot war eine Eingliederungsleistung im Rahmen des 2005 eingeführten Arbeitslosengeldes II in Deutschland. Es war in § 15a SGB II geregelt.
Erwerbsfähige Personen, die in den letzten zwei Jahren keine Leistungen zur Sicherung des Lebensunterhalts entweder nach dem SGB II (Arbeitslosengeld II) oder dem SGB III (Arbeitslosengeld, Berufsausbildungsbeihilfe u. a.) bezogen, konnten bei Antragstellung unmittelbar ein Angebot zur Eingliederung in Arbeit erhalten. Die Feststellung der Hilfebedürftigkeit war dabei keine Voraussetzung, sodass auch nicht hilfebedürftige Personen Eingliederungsleistungen erhalten konnten.
Die möglichen Leistungen im Rahmen eines Sofortangebotes waren alle in § 16 SGB II aufgeführten Leistungen. Eine Ablehnung blieb jedoch ohne Konsequenzen für den Antragsteller, da man erst nach Bewilligung der Leistung als erwerbsfähige Hilfebedürftige Person nach dem SGB II galt. Die Regelung wurde zwischenzeitlich ohnehin gänzlich verworfen.